# Mölntorps IK
Mölntorps IK är en idrottsklubb i Hallstahammars kommun, mest känd för sin brottningssektion som startade 1933.
Idrottsplatsen Kvarnhagen i Mölntorp har under hela klubbens historia tiden varit ett centrum för MIK. I mitten av 1960-talet tränade klubbens brottare i Herrevadskolan och dit har man på senare år också lyckats återvända. Sedan sommaren 2005 har brottningens verksamhet bedrivits i Tunboskolans gamla gymnastiksal. 
Klubbens främsta utövare är Helena Allandi som vann EM-guld år 2004. Helena har även vunnit flera SM-guld och JEM-guld. Klubbens främsta framgång på herrsidan är Arne Hals SM-guld i mellanvikt år 1957.
Klubben arrangerar årligen tävlingen "Herrevadswingen" som brukar ha ett deltagarantal på cirka 100 brottare.
Mölntorps IK brottning har 4 stycken hedersmedlemmar enligt följande ordning:
01 Sune Thomasson 02 Åke Norström (Avliden)
03 Urban Mylläri 04 Bo Joensuu 
Klubbens hemsida: Mölntorps IK brottning